# Задкавказие
Задкавказие или Южен Кавказ е геополитически регион, разположен на границата на Източна Европа и Югозападна Азия. По-конкретно, Задкавказието обхваща южната част на планинската верига Кавказ и нейните низини, като обхваща и границата между континентите Европа и Азия и се простира от южната част на Голям Кавказ на югозападна Русия, южно от турската и арменската граница, и от Черно море на запад до иранските брегове на Каспийско море на изток. Районът включва южната част на планинската верига Голям Кавказ, цялата верига Малък Кавказ, Колхидските низини, Курско-араксинската низина, Талишките планини, Ленкоранската низина, Джавахетия, и източната част на Арменското плато. Задкавказието е част от целия Кавказки регион, който съществено разделя Евразия на две.
В района се намират Армения, по-голямата част на Грузия, Азербайджан включително Нахичеван. Страните в Задкавказието са производители на нефт, манганова руда, чай, цитруси и вино.
Регионът продължава да бъде един от най-сложните места в постсъветското пространство и съдържа три силно оспорвани територии – Абхазия, Южна Осетия и Нагорни Карабах.